# IC 2452
IC 2452 ist eine Spiralgalaxie vom Hubble-Typ S im Sternbild Krebs auf der Ekliptik. Sie ist schätzungsweise 362 Millionen Lichtjahre von der Milchstraße entfernt.
Das Objekt wurde am 6. April 1896 von Stéphane Javelle entdeckt.